# پرودنیک
پرودنیک (به لاتین: Prudnik) یک شهر و گمینا در لهستان است که در گمینا پرودنگک واقع شده‌است. پرودنیک ۲۰٫۴۸ کیلومتر مربع مساحت و ۲۱٬۳۶۸ نفر جمعیت دارد و ۲۶۵ متر بالاتر از سطح دریا واقع شده‌است.

## خواهرخوانده
شهرهای نورتهایم، بهومین، نادویرنا، کرنو و سان جیوستینو خواهرخوانده‌های پرودنیک هستند.